# Kasia Kowalska
Kasia Kowalska (Sulejówek, Polonia, 13 de junio de 1973) es una popular cantante, compositora y actriz polaca.

## Biografía

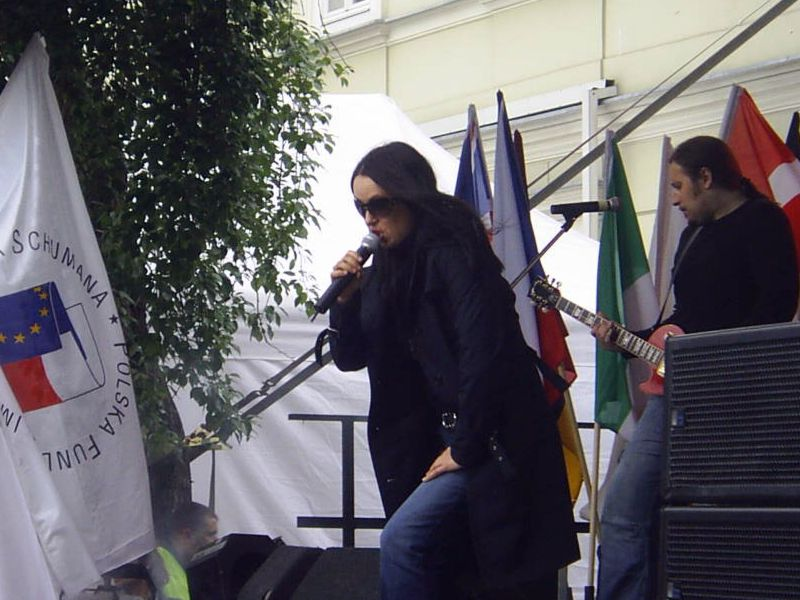
Kasia Kowalska (2007).

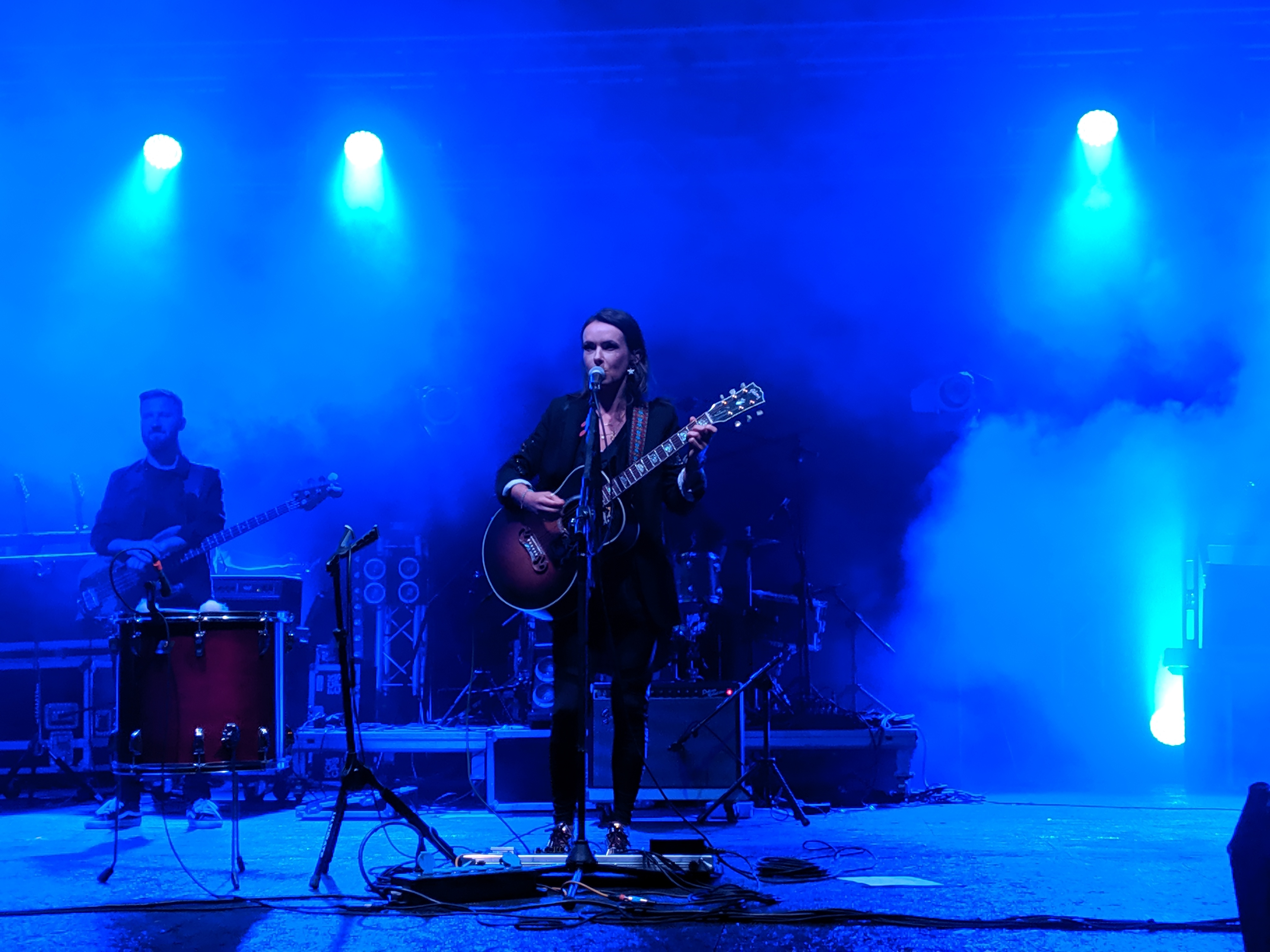
Kasia Kowalska (2019)

Su carrera musical comenzó en la década de 1980 formando parte de numerosas bandas como Human, Fatum y los Talking Pictures. Años más tarde pudo editar su primer trabajo en solitario titulado Gemini. Esto ocurría en 1994. En el año 1996 representa Polonia en el Festival de la Canción de Eurovisión en Oslo con el tema Chcę znać swój grzech. Ese mismo año rueda una película de la que interpretará la banda sonora. También puso voz en la BSO de El jorobado de Notre Dame. En 2001 fue nominada en los MTV Europe Music Awards en la categoría de mejor artista polaca, nominación que finalmente ganó.
Considerada como una de las mejores artistas nacionales, escribe todas las letras de sus discos inspiradas en sus experiencias personales.

## Discografía
- 1994 - Gemini (300.000 copias)
- 1995 - Koncert Inaczej (200.000)
- 1996 - Czekając na... (200.000)
- 1998 - Pełna obaw (124.000)
- 2000 - 5 (95.000)
- 2002 - Antidotum (100.000)
- 2004 - Samotna w wielkim mieście (70.000)
- 2008 - Antepenultimate

## Premios
- 1994 - Greatest Hope of Polish Rock Scene
- 1995 - Vocalista del año
- 1995 - Hit del año
- 1998 - Canción del año
- 2001 - Mejor video polaco
- 2001 - Mejor artista polaca
- 2002 - Álbum Rock del año
- 2002 - Artista del año